# 단 이노
단 이노(團伊能, 1892년 2월 21일 ~ 1973년 2월 9일)는 일본의 기업인, 정치인이다. 작위는 남작이다.
남작 단 다쿠마의 장남으로 후쿠오카현 오무타시에서 태어났다. 부친 사후 남작위를 습작하였다.

## 같이 보기
- 단 가쓰마 - 발생생물학자, 이노의 동생
- 단 이쿠마 - 이노의 장남
- 단 나오코 - 이노의 손녀
- 단 노리히코 - 이노의 손자
- 단 하루카 - 이노의 증손녀

| 전임 단 다쿠마 | 제2대 단 남작가 당주 1932년 ~ 1947년 | 후임 화족제도 폐지 |